# World Doubles Championships 1989
Il World Doubles Championships 1989 è stato un torneo di tennis femminile che si è giocato a Tokyo in Giappone dal 15 al 17 settembre su campi in sintetico indoor. È stata la 14ª edizione del torneo.

## Campionesse

### Doppio
Gigi Fernández /  Robin White hanno battuto in finale  Elizabeth Smylie /  Wendy Turnbull con il punteggio di 6–2, 6–2